# Alberto Avendaño Prieto
Alberto Avendaño Prieto (nat a Vigo el 1957). Periodista i escriptor gallec. Amb en Manuel M. Romón i n'Antón Reixa funda el Grup poètic Rompente. Actualment viu a Washington D.C com a director d'El Tiempo Latino (). En la seva vessant com a traductor ha duit al gallec les obres de Roald Dahl, Edgar Allan Poe i Isaac Bashevis Singer

## Obra
- Facer pulgarcitos tres, 1979 (poemari)
- Aventuras de Sol, 1986 (narrativa infantil, premi Vaixell de Vapor)
- O gato metido nun saco, 1988 (narrativa infantil)
- E outras historias, 1989 (relats)
- Os náugrafos de Malakudula, 1993 (narrativa infantil)
- Texas, 2003 (poemari)